# Uvanå
Uvanå ist ein kleines Dorf in Schweden. Es liegt am nördlichen Ende des Sees Naren in der Provinz Värmlands län beziehungsweise der historischen Provinz (landskap) Värmland und gehört zur Gemeinde Hagfors. Es wird von den Flüssen Uvån und Lövån begrenzt. Das Dorf hat etwa 10 ständige Einwohner. Die meisten Häuser werden jedoch als Ferienhäuser genutzt. Der Großteil der Ferienhausbesitzer sind Schweden und Deutsche.
Koordinaten: 60° 17′ N, 13° 47′ O